# Spektrum Flyers

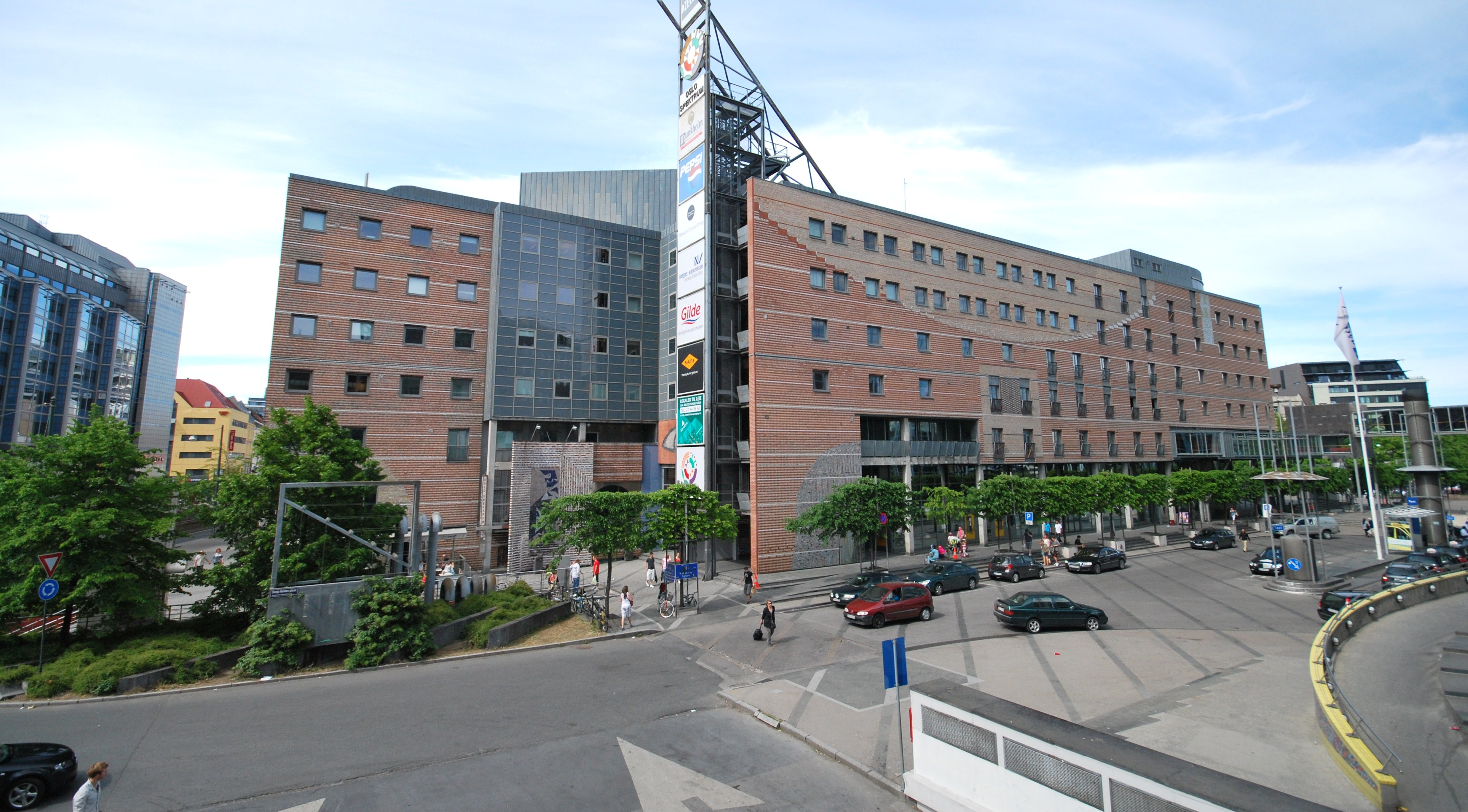
Oslo spektrum, lagers hemarena

Spektrum Flyers var en  norsk ishockey klubb från Oslo som spelade i  eliteserien.  Klubben fanns från 1994 till 1996. Spektrum Flyers var ett samarbete mellan  Manglerud Star och Furuset Ishockey. Manglerud Star lånade ut sin plats i eliteserien till Spektrum Flyers.
Spektrum Flyers spelade sina hemmamatcher i Oslo Spektrum.

## Resultat
| säsong  | Plas | Kampar | segrar | Oavgjort | Förlorat | Mål för | Mål mot | Poäng | Referens |
| ------- | ---- | ------ | ------ | -------- | -------- | ------- | ------- | ----- | -------- |
| 1994–95 | 4    | 28     | 15     | 3        | 10       | 118     | 84      | 33    | [ 4 ]    |
| 1995–96 | 4    | 28     | 18     | 1        | 9        | 132     | 90      | 37    | [ 5 ]    |